# Meanwhile
Meanwhile és el tercer extended play de la banda virtual Gorillaz, publicat el 26 d'agost de 2021 com a celebració del Notting Hill Carnival de Londres, quan aquesta edició fou cancel·lada a causa de la pandèmia de COVID-19.
A principis de l'estiu de 2021, Damon Albarn va assenyalar en una entrevista que Gorillaz estava treballant en un nou enregistrament que tornava a les arrels de la banda. A l'agost van estrenar tres cançons noves en un concert realitzat al The O2 Arena de Londres exclusivament pels treballadors i familiars del National Health Service, servei nacional de salut britànic.

## Llista de cançons
| Núm.          | Títol                                               | Durada |
| ------------- | --------------------------------------------------- | ------ |
| 1.            | «Meanwhile» (amb Jelani Blackman i Barrington Levy) | 3:09   |
| 2.            | «Jimmy Jimmy» (amb AJ Tracey)                       | 3:03   |
| 3.            | «Déjà Vu» (amb Alicaì Harley)                       | 3:41   |
| Durada total: | Durada total:                                       | 9:53   |

## Crèdits
| Gorillaz - Damon Albarn – cantant, producció, baix, teclats, steelpan, guitarra, melòdica - Jamie Hewlett – artwork, disseny - Stephen Sedgwick – mescles - Remi Kabaka Jr. – producció, percussió, programació bateria - John Davis – masterització - Samuel Egglenton – enginyeria - Femi Koleoso – bateria - Mike Smith – teclats - Jeff Wootton – guitarra - Jesse Hackett – teclats - Karl Vanden Bossche – percussió - Seye Adelekan – baix | Músics addicionals - Jelani Blackman – cantant - Barrington Levy – cantant - Jorja Smith – veus addicionals - Isabelle Dunn – violoncel - Nina Foster – violí - Oli Langford – violí - Sarah Tuke – violí - AJ Tracey – cantant - Alicaì Harley – cantant - Ade Omotayo – veus addicionals - Angel Silvera – veus addicionals - Matt Maijah – veus addicionals - Michelle Ndegwa – veus addicionals - Petra Luke – veus addicionals - Rebecca Freckleton – veus addicionals Tècnics addicionals - Alicaì Harley – programació - Dave Guerin – enginyeria - Matt Butcher – enginyeria, mescles |